# Sergej Martynov (zápasník)
Sergej Alexandrovič Martynov (* 30. dubna 1971) je bývalý ruský zápasník – klasik, stříbrný olympijský medailista z roku 1992.

## Sportovní kariéra
Zápasení se věnoval od 10 let v Moskvě. Pod vedením trenéra Vladimira Kantermana se specializoval na zápas řecko-římský. V sovětské klasické reprezentaci se prosazoval od roku 1991 ve váze do 62 kg. V roce 1992 byl vybrán do družstva Společenství nezávislých států pro olympijské hry v Barceloně. Ve třetím kole základní skupiny porazil Poláka Włodzimierze Zawadzkého těsně 9:8 na technické body a bez porážky postoupil z prvního místa ve skupině přímo do finále proti Turku Mehmetu Âkifovi Pirimu. Po minutě finálového zápasu se koršunem ujal vedení 1:0 na technické body. V polovině zápasu ho rozhodčí pro pasivitu poslal do pokleku (parteru), ve kterém se neubránil a po suplexu prohrával 1:4 na technické body. Koncem třetí minuty prohrával po kladivu soupeře již 1:7 a minutu před koncem, když zcela otevřel obranu ho Turek z výšky strhnul za pět bodů. Po porážce 2:13 získal stříbrnou olympijskou medaili.
V roce 1996 startoval na olympijských hrách v Atlantě jako úřadující mistr světa a Evropy. Ve druhém kole v zápase s Kubáncem Juanem Marénem nezachytil úvod zápasu a po minutě prohrával 0:4 na technické body. Porařilo se mu vyrovnat a půl minuty před koncem pětiminutové hrací doby dostal za stavu 4:4 výhodu v parteru. Kubánce z pokleku zvednul, ale neměl již dost sil na provedení chvatu. V prodloužení ho fyzicky lépe připravený Kubánec strhnul na zem a prohrál 4:5 na technické body. V opravách se mu nedařilo a obsadil 8. místo.
Od roku 1997 se ze zápasnické žíněnky ztratil. OlyMADMen, autoři populární olympijské databáze ho pod jeho profilem prohrásili za mrtvého a tuto informaci prevzaly další internetové databáze. Každopádně žije v Moskvě a patří k mecenášům svého domovského klubu Sparta. Rok co rok sponzoruje věcnými dary mládežnický turnaj na počest svého trenéra Kantermana.

## Výsledky
| Olympijské hry     |    |   |    | 2. |    |     |    | 8. |  |  |  |  |  |  |  |  |  |
| Mistrovství světa  | —  | — | 1. |    | 1. | 1.  | 1. |    |  |  |  |  |  |  |  |  |  |
| Mistrovství Evropy | —  | — | —  | 1. | 1. | úč. | 2. | 1. |  |  |  |  |  |  |  |  |  |
| MS nadějí          | —  |   | —  |    |    |     |    |    |  |  |  |  |  |  |  |  |  |
| ME nadějí          |    | — |    |    |    |     |    |    |  |  |  |  |  |  |  |  |  |
| ME juniorů         | 1. |   |    |    |    |     |    |    |  |  |  |  |  |  |  |  |  |